# مقاطعة صنفلور (ميسيسيبي)
مقاطعة صنفلور هي مقاطعة في مسيسيبي، بلغ عدد سكانها 29٬450  نسمة، في 2010، عاصمتها إنديانولا، تبلغ مساحتها 1٬832 كيلومتر مربع.

## الموقع
تشترك في الحدود مع:
- مقاطعة كواهوما (ميسيسيبي)
- مقاطعة ليفلور (ميسيسيبي)
- مقاطعة بوليفار (ميسيسيبي)
- مقاطعة تالاهاتشي (ميسيسيبي)
- مقاطعة هامفريس (ميسيسيبي)
- مقاطعة واشنطن (ميسيسيبي).

## التقسيمات الإدارية
- إنديانولا.

## أعلام
- جو بريتشارد
- س. إل. فرانكلين